# قوار رباعي
قوار رباعي (الاسم العلمي:Cyamopsis tetragonoloba) هو نوع من النباتات يتبع جنس القوار من الفصيلة البقولية.

## مرادفات الاسم العلمي
- (الاسم العلمي: Cyamopsis psoralioides)
- (الاسم العلمي: Cyanopsis tetragonoloba)
- (الاسم العلمي: Dolichos fabaeformis)
- (الاسم العلمي: Dolichos fabiformis)
- (الاسم العلمي: Dolichos psoraloides)
- (الاسم العلمي: Lopinus trifoliolatus)
- (الاسم العلمي: Lupinus trifoliatus)
- (الاسم العلمي: Psoralea tetragonoloba)